# Uwolnij się
Uwolnij się – pierwsza oficjalna studyjna płyta zespołu Rejestracja nagrana na przestrzeni lutego i marca 2009 w Black Bottle Studio w Toruniu. Album stanowią utwory z całego okresu działalności zespołu. Został wydany w formacie CD i LP (bez bonusów).

## Lista utworów
1. Armia
2. Dla kogo jest przemoc?
3. Ekologia
4. Ich prawo (dla Tybetu)
5. Idziemy do pracy
6. Kontrola
7. Nowa generacja
8. Otoczony z trzech stron
9. Pieniądze
10. Planowanie
11. Śmierć
12. Stwórca
13. Uwolnij się
14. Wariat
15. Za trzy lata koniec świata
16. Zacznij swoją grę
17. Zaśpiewajmy poległym żołnierzom
18. Radio (bonus)
19. Święta wojna (bonus)
20. Dziecko (bonus)
21. Dokąd zmierzamy (bonus)
22. Śmietnisko (bonus)
23. Kontrola (bonus)
24. Ciemność (bonus)

- Utwory 1-17 nagrano na przestrzeni lutego i marca 2009 w "Black Bottle Studio" w Toruniu.
- Utwory 18-22 nagrano w lutym 1999 w "Studio Spart" w Boguchwale.
- Utwory 23-24 nagrano w 1985 w studiu Tonpress w Warszawie.

## Skład
- Grzegorz "Gelo" Sakerski – śpiew (1-24)
- Tomasz "Siata" Siatka – perkusja (1-24)
- Marcin "Gashkes" Gaszkowski - gitara basowa (1-17)
- Maciej "Gregas" Gregorczyk - gitara (1-17)
- Tomasz "Tomula" Makaruk - gitara (1-17)
- Tomasz "Murek" Murawski – gitara (18-24)
- Piotr "Warszes" Warszewski – gitara basowa (18-22)
- Leszek "Kulka" Zawrot - gitara basowa (23-24)